# Congelamento (break dance)

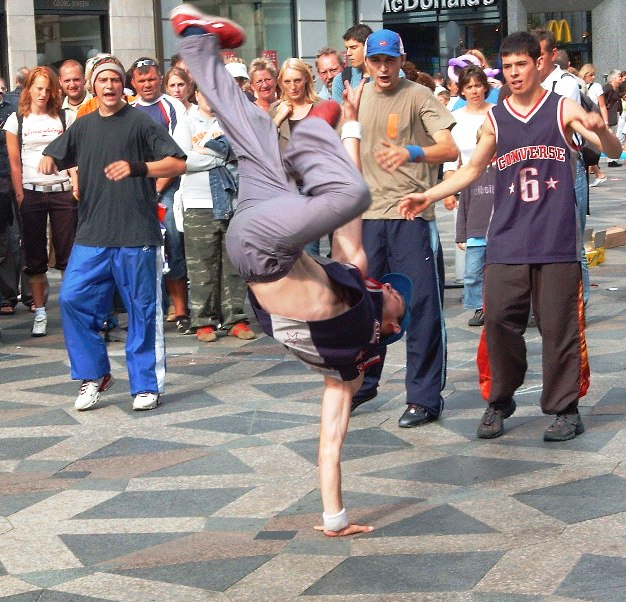
B-Boy no congelamento com uma mão (one-hand)

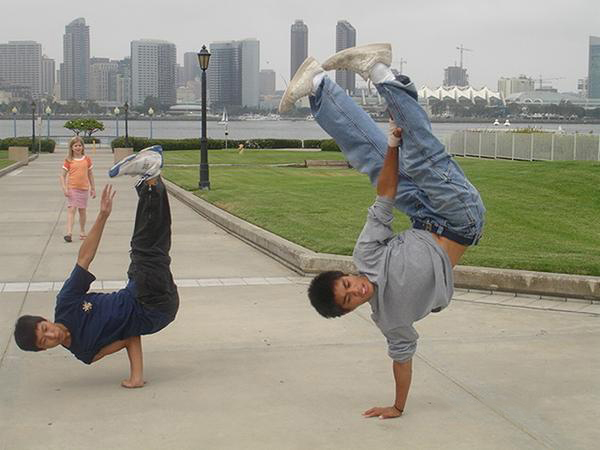
B-Boys de San Diego demonstram uma airchair (esquerda) e pike (direita)

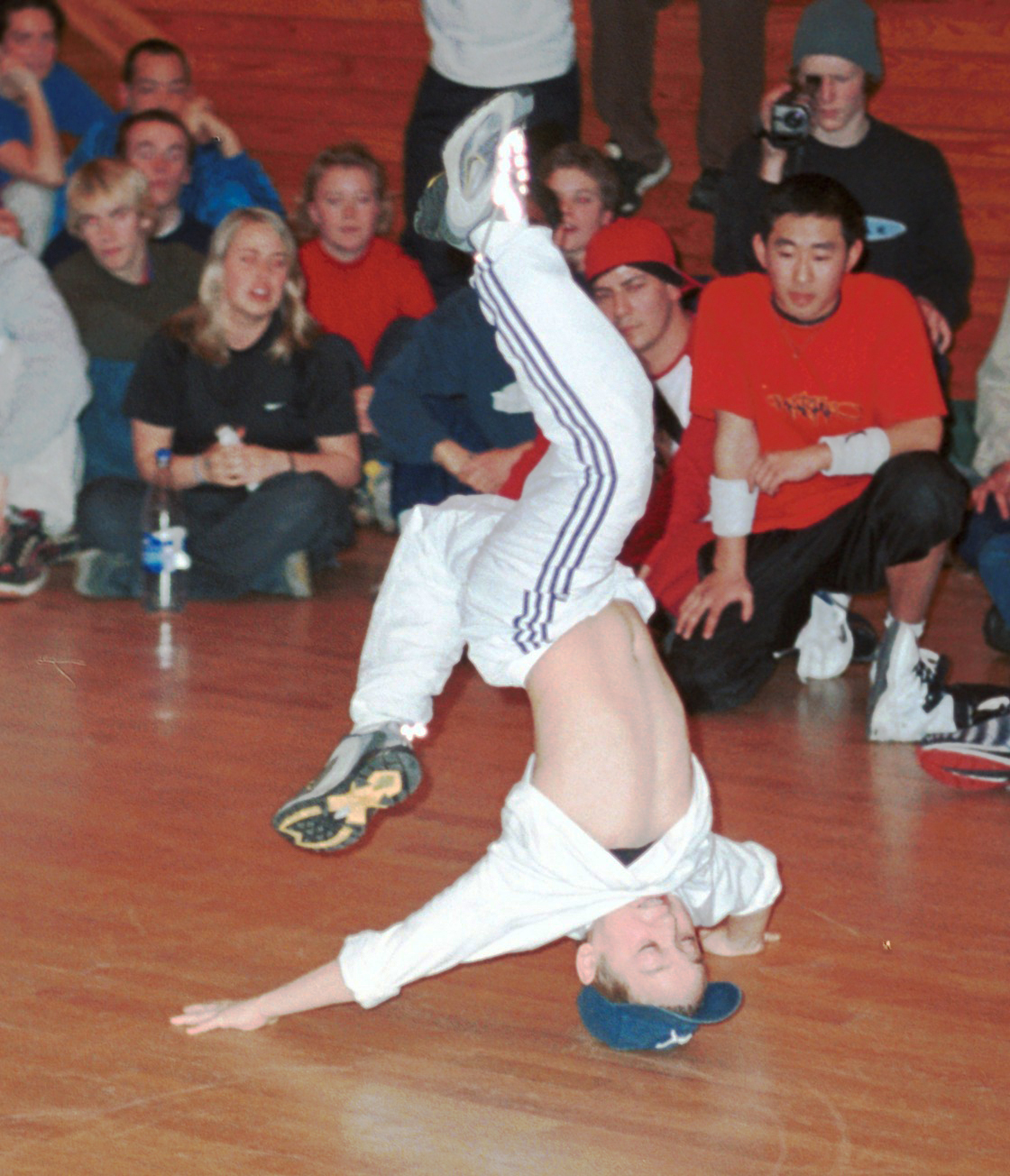
Congelamento Hollowback

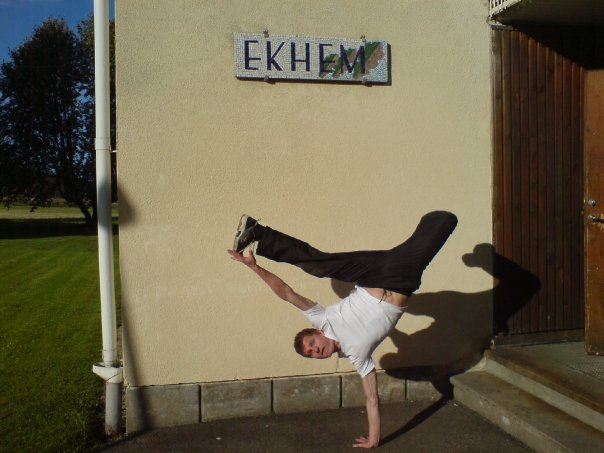
Congelamento chute L-kick

No break dance, o congelamento (do inglês freeze) é uma técnica de dança onde o dançarino (breaker: B-Boy ou B-Girl) pausa todos os movimentos do corpo, parando em uma posição de grande equilíbrio por alguns segundos (semelhante a uma parada de mão), como se estivesse congelado; geralmente executado para marcar um momento mais forte/dramático da música ou para finalizar uma sequência de movimentos.
O congelamento geralmente incorpora várias torções do corpo em poses como o pike (posição do corpo dobrado apenas nos quadris), suspenso do chão usando a técnica de flutuação. Exemplos de freezes clássicos: baby freeze, chair freeze e elbow freeze.
Os giros geralmente são combinados com congelamento, feitos na forma de highkicks. Várias paradas de mão (inverts, nikes e pikes) podem ser congelados, e breakers habilidosos às vezes incorporam a técnica de threading, enfiar um pé como pino em um laço, formado pelo braço segurando uma perna, em seguida "enfiar" o outro pé fora do laço.
Freezes podem ser ligados em cadeias ou "stacks", onde o dançarino fazem congelamentos seguidos, a fim de atingir as batidas da música que exibem musicalidade e força física.

## Variações
Existem muitas variações de congelamentos, categorizado com base na parte do corpo que tem contato com o solo, onde os primeiros congelamentos eram chin freaks, Tracks, Splits, deadman freeze, chairs. Assim, um "congelamento de cabeça" é feito apenas com a cabeça do executante tocando ao chão, e assim por diante para, congelamentos de parada de mão, antebraço, cotovelo e ombro . Além disso, "uma mão" ou "duas mãos" podem ser adicionados tornando-se movimentos mais descritivos. Congelamentos com nomes menos intuitivos incluem:
- Planche: congelamento com o corpo paralelo ao chão, enquanto os braços estão retos, o dançarino usa a força para segurar o peso do corpo.[4]
- Baby Freeze: as mãos são usadas para o equilíbrio, com o lado mais próximo da cintura em um cotovelo e um joelho no outro, às vezes trocando o posicionamento das pernas.
  - Airchair: cadeira congelada, sem uso da cabeça e dos pés tocando o chão, uma parada de uma mão também considerada uma flutuação, co m o cotovelo apoiado/esfaqueado na parte inferior das costas com o quadril voltado para cima,[5] a posição das pernas e do braço são livres, com espaço para manobra de pernas.
- Chair Freeze: congelamento deitado arqueado no chão com o braço esfaqueado nas costas para apoiar o corpo.
  - Airchair: cadeira congelada sem a cabeça ou os pés no chão, geralmente voltada para o teto, com margem de manobra para muitas variações de pernas.

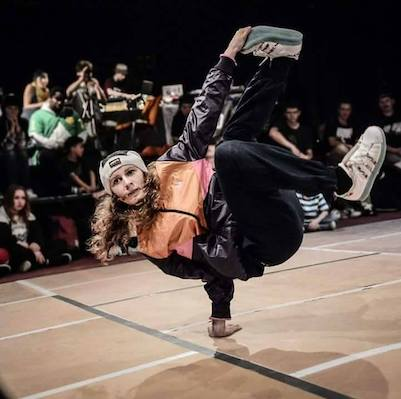
Airchair por Alessandrina.

- Elbow Airchair - Uma cadeira congelada, realizada com a mão nas costas e esse cotovelo apontado para o chão. Mãos e pés são removidos do chão para completar o congelamento.
  - Double Airchair/Recliners: airchair congela com os dois braços em uma posição esfaqueada nas costas. Apenas contorcionistas e outros indivíduos extremamente flexíveis poderiam realizar esse movimento, além de ser perigoso.

- Handglide Freeze: semelhante ao congelamento da tartaruga, exceto que apenas um cotovelo é esfaqueado no abdômen, o outro fica ao lado do corpo e é colocado no chão ou mantido acima dele.
- Hollowback: congelamento mais difícil. É basicamente uma ponte com os pés não tocando o chão. Existem muitas variações realizadas a partir de uma parada de mão, parada de cabeça ou nos cotovelos.
- Inverter: congelamento oco invertido. em vez de fazer uma ponte, você esmaga o rosto para as pernas, de modo que faz formas av como para "inverter" as costas ocas.

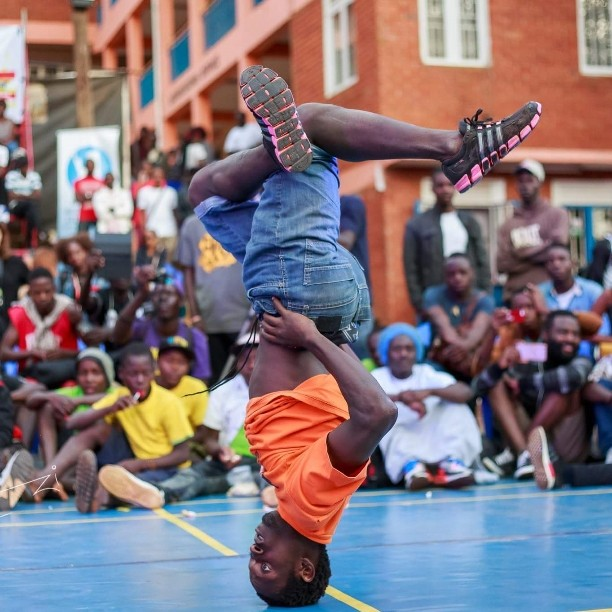

O Freeze: um dorso oco com um arco extremo os pés tocam os cotovelos do bboy, isso lembra um formato de 'O'.
- Pike: congelamento com uma mão plantada no chão enquanto todo o corpo está perpendicular ao chão com os dois pés erguidos no ar.
- Turtle Freeze - Ambos os braços estão dobrados na frente do peito com os cotovelos esfaqueando o abdômen ou a área circundante. Todo o peso é colocado nas mãos e o resto do corpo é suspenso acima do solo. Veja flutuar .
- Birthday Elbow: congelamento no cotovelo em que a cabeça do bboy repousa sobre a mão, o corpo fica na horizontal, de frente para o chão.
- Flag- de pé em uma mão enquanto de frente para o lado e socou a outra mão para a frente
- L-kick - ficar de pé em uma mão enquanto virilha e dobrar uma perna enquanto segura a extremidade de uma perna estendida com a outra mão
- V-kick - equilibrando as duas mãos e chutando os pés em forma de V
- Y-freeze - de pé em uma mão e equilíbrio enquanto abre a forma da perna 'Y'.
- Shoulder freeze - equilibre o corpo usando o ombro enquanto faz as pernas de estilo livre.
- Powerfreeze: são executados na posição vertical sobre uma mão. Nasceu na década de 1990, quando os freezes começaram a se desenvolver em posições mais complexas.